# Henri Baels
Henri Louis (parfois prénommé Harry ou Hendrik) Baels, né le 18 janvier 1878 à Ostende (Belgique), et mort le 14 juin 1951 à Knokke, est un armateur et un homme politique belge membre du parti catholique.
Docteur en droit, il occupe plusieurs fonctions politiques : échevin à Ostende, député à la Chambre, Gouverneur de Flandre-Occidentale et Ministre de divers portefeuilles.
Il est le père de Lilian Baels, seconde épouse du roi Léopold III.

## Famille
Henri Baels est le fils de Julius Ludovicus Baels (18 août 1851 - 11 novembre 1896), un armateur, qui épouse le 18 janvier 1876 à Ostende, Delphina Alexandrina Mauricx (11 juin 1848 - 24 septembre 1931).
Henri Baels épouse en 1905 Anna Maria Devisscher (7 avril 1882 - 6 juillet 1950). Le couple a neuf enfants : Elza (1906-1981), Lydia (1907-1990), Suzanne (1909-1974), Walter (1910-1964), Herman (1912-1995), Henry (1915-1916), Lilian (princesse de Réthy) (1916-2002), Edwige (1921-1993) et Ludwina (1925-2002).

## Biographie

### Carrière politique
- 1912 - 1926 : Echevin de la ville d'Ostende
- 1920 - 1933 : Député à la chambre pour l'Arrondissement administratif de Furnes, de Dixmude et d'Ostende
- 1926 - 1931 : Ministre de l'agriculture (gouvernements Jaspar I et Jaspar II)
- 1926 - 1929 : Ministre des travaux publics (gouvernements Jaspar I et Jaspar II)
- 1929 - 1931 : Ministre de l'intérieur et de la santé (gouvernement Jaspar II)
- 1933 - 1940 : Gouverneur provincial de la Province de Flandre-Occidentale.

Ami du Roi Albert Ier, il gagne également plus tard la confiance de son fils, Léopold III de Belgique. Henri Baels œuvre en faveur de la construction du Canal Albert. Henri Baels était aussi un grand ami de Dom Albert-Marie van der Cruyssen qu'il aida considérablement lorsque ce dernier chercha des soutiens financiers pour construire une nouvelle abbaye d'Orval. En 1940, s'étant expatrié dans le sud de la France, il fut, à la suite de discussions considérables, destitué de ses fonctions. En 1941, le roi Léopold III, veuf depuis six ans, épouse clandestinement sa fille Lilian. En octobre 1944, il récupère, à titre honorifique, sa nomination.

### Mort
Henri Baels meurt dans sa villa à Knokke le 14 juin 1951 et est inhumé à Ostende le 18 juin suivant.